# Calmfors-Driffill-Hypothese

Calmfors-Driffill-Hypothese

Die Calmfors-Driffill-Hypothese ist eine makroökonomische Hypothese, speziell zur Arbeitsmarktökonomik. Sie wurde von Lars Calmfors und John Driffill entwickelt und beschreibt den Einfluss von Gewerkschaften auf die Arbeitslosigkeitsquote.

## Eigenschaften
Nach Calmfors und Driffill beschreibt der Graph in der Auftragung der Arbeitslosigkeit auf der y-Achse über der Gewerkschaftsgröße auf der x-Achse als umgedrehte U-Form. Nach Gründung einer Gewerkschaft steigt zunächst die Arbeitslosigkeitsquote, um mit zunehmender Gewerkschaftsgröße wieder abzunehmen.